# Казенев
Казенев (фр. Cazeneuve) насеље је и општина у јужној Француској у региону Миди Пирене, у департману Жерс која припада префектури Кондом.
По подацима из 2011. године у општини је живело 145 становника, а густина насељености је износила 17,45 становника/km². Општина се простире на површини од 8,31 km². Налази се на средњој надморској висини од 250 метара (максималној 177 m, а минималној 103 m).

## Демографија
| 1962. | 1968. | 1975. | 1982. | 1990. | 1999. | 2011. |
| ----- | ----- | ----- | ----- | ----- | ----- | ----- |
| 190   | 205   | 178   | 138   | 139   | 127   | 145   |

График промене броја становника у току последњих година